# Exoneura illustris
Exoneura illustris är en biart som beskrevs av Rayment 1951. Exoneura illustris ingår i släktet Exoneura och familjen långtungebin. Inga underarter finns listade i Catalogue of Life.